# Duty cycle
Il duty cycle (ciclo di lavori in italiano o D) è la frazione di tempo che un'entità passa in uno stato attivo in proporzione al tempo totale considerato. Il termine è spesso usato per i dispositivi elettronici, ma non solo.

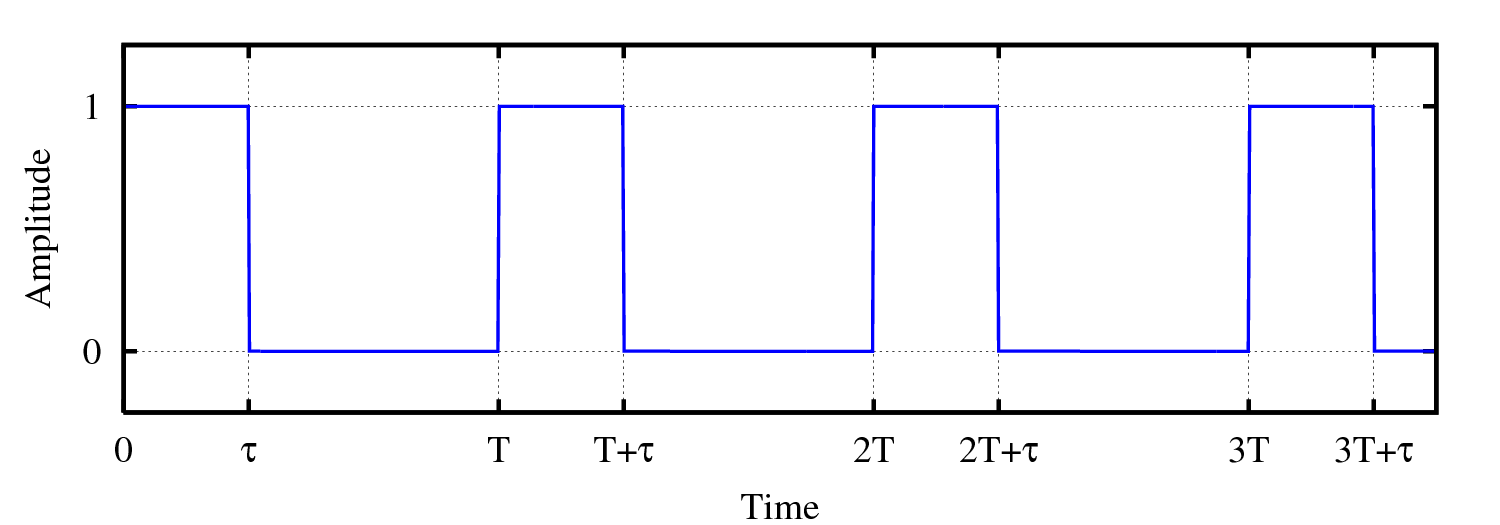
Segnale impulsivo costituente un'onda rettangolare, e in evidenza il suo duty cycle.

In elettronica, in presenza di un segnale sotto forma di onda rettangolare, il duty cycle è il rapporto tra la durata del segnale "alto" e il periodo totale del segnale, e serve a esprimere per quanta porzione di periodo il segnale è a livello alto (intendendo con alto il livello "attivo").
In riferimento all'immagine qui a destra, il ciclo di lavoro è:
{\displaystyle d={\frac {\tau }{T}}}
dove {\displaystyle {\tau }} è la porzione di periodo a livello alto e {\displaystyle {T}} è il periodo totale.

Il risultato del rapporto è sempre un numero compreso tra 0 e 1. Nel caso in cui si abbia un duty cycle pari a "0" o "1" si è in presenza di segnali continui. Infatti se il duty cycle ha valore zero, significa (vedi la formula sopra) che {\displaystyle {\tau }} è zero e quindi si ha un livello basso per tutto il periodo (segnale continuo a livello basso). Se il duty cycle ha valore uno, significa che {\displaystyle {\tau }} e {\displaystyle {T}} hanno stesso valore, quindi per tutto il periodo il segnale è alto (segnale continuo a livello alto).
Spesso il duty cycle è indicato sotto forma di percentuale (D%): per ottenere la percentuale basta moltiplicare per 100 il risultato del rapporto {\displaystyle {\tau }}/{\displaystyle {T}}.

La percentuale esprime più chiaramente il quantitativo di segnale alto (se D=0,4, D% = 40%, quindi significa che per il 40% del periodo totale il segnale è a livello alto).

In particolare, se D=0,5 (D%=50%) significa che per metà del periodo totale il segnale è alto, per l'altra metà è basso: siamo quindi in presenza di un'onda quadra.